# Ostrov (district de Příbram)
Pour les articles homonymes, voir Ostrov (homonymie).
Ostrov (en allemand : Ostrow) est une commune du district de Příbram, dans la région de Bohême-Centrale, en République tchèque. Sa population s'élevait à 133 habitants en 2020

## Géographie
Ostrov se trouve à 7,5 km au nord-est de Březnice, à 9 km au sud de Příbram et à 60 km au sud-ouest de Prague.
La commune est limitée par Lazsko au nord-ouest et au nord, par Milín au nord-est, par Vrančice à l'est, et par Tochovice au sud et au sud-ouest.

## Histoire
La première mention écrite de la localité date de 1333.

## Transports
Par la route, Ostrov se trouve à 8,3 km de Březnice, à 13 km de Příbram et à 68 km de Prague.